# NGC 5671
NGC 5671 (również PGC 51641 lub UGC 9297) – galaktyka spiralna z poprzeczką (SBb), znajdująca się w gwiazdozbiorze Małej Niedźwiedzicy. Odkrył ją William Herschel 6 maja 1791 roku.
W galaktyce tej zaobserwowano supernową SN 2008be.